# Альберт Брукс (офіцер)
Альберт Брукс (нім. Albert Brux; 11 листопада 1907, Лаубан — 16 грудня 2001, Майнц) — німецький офіцер, оберст вермахту і бундесверу. Кавалер Лицарського хреста Залізного хреста з дубовим листям.

## Біографія
Син секретаря податкової служби Георга Брукса і його дружини Анни, уродженої Дерінг. 1 жовтня 1926 року вступив у 8-й піхотний полк. З 1 жовтня 1935 року — командир 1-ї роти 66-го піхотного полку. В 1937 році полк був моторизований і включений в склад 13-ї мотопіхотної дивізії. Учасник Польської і Французької кампаній. В жовтні 1940 року полк був переданий 13-й танковій дивізії. Учасник Німецько-радянської війни. З 6 серпня 1941 року — командир 1-го батальйону свого полку. Відзначився у боях на Кавказі. В серпні 1943 року важко поранений. З грудня 1943 року — командир 40-го моторизованого полку 17-ї танкової дивізії. Відзначився у боях біля Умані. З 2 грудня 1944 року виконував обов'язки командира своєї дивізії. В січні 1945 року дивізія була розгромлена, а Брукс 17 січня був взятий в полон радянськими військами. В січні 1956 року переданий владі ФРН і звільнений.

## Сім'я
16 липня 1935 року одружився з Гільдегард Пецольд.

## Звання
- Лейтенант (1 липня 1934)
- Оберлейтенант (1 грудня 1934)
- Гауптман (1 січня 1939)
- Майор (1 лютого 1942)
- Оберстлейтенант (10 березня 1943)
- Оберст (1 серпня 1943)

## Нагороди
- Медаль «За вислугу років у Вермахті» 4-го і 3-го класу (12 років)
- Медаль «У пам'ять 1 жовтня 1938»
- Залізний хрест
  - 2-го класу (3 листопада 1939)
  - 1-го класу (30 травня 1940)
- Лицарський хрест Залізного хреста з дубовим листям
  - лицарський хрест (12 вересня 1941)
  - дубове листя (№504; 24 червня 1944)
- Нагрудний знак «За танкову атаку» (25 вересня 1941)
- Медаль «За зимову кампанію на Сході 1941/42» (3 серпня 1942)
- Нагрудний знак «За поранення» в золоті (25 вересня 1942)
- Німецький хрест в золоті (23 січня 1943)